# سباء (الرجم)

تعديل مصدري - تعديل

سباء هي إحدى قرى عزلة العزكي بمديرية الرجم التابعة لمحافظة المحويت، بلغ تعداد سكانها 349 نسمة حسب تعداد اليمن لعام 2004.